# Darinko Kosor
Darinko Kosor (* 14. März 1965) ist ein kroatischer Politiker und seit 2009 der Parteichef der Kroatischen Sozial-Liberalen Partei als Nachfolger von Đurđa Adlešič. Seine Wahl erfolgte mit etwa 53 % der Stimmen von rund 1000 Parteimitgliedern.
Kosor kommt aus der Werbewirtschaft und ist ein Cousin der kroatischen Premierministerin Jadranka Kosor. In seiner Jugend war er Vorsitzender der Jungen Sozialisten Zagrebs und von 2000 bis 2002 in der Stadtverwaltung tätig.